# الصحة في جمهورية الكونغو الديمقراطية
تشهد الصحة العامة في جمهورية الكونغو الديمقراطية تحديات كبيرة. فالكثير من الأمراض يُعاني منها السكان مثل الإيدز والملاريا بسبب نقص الثقافة الصحية وعدم اتباع الارشادات الصحية العامة وانتشار الفقر وتدهور البنية التحتية. فالكونغو الديمقراطية ذات الـ 74 مليون نسمة يبلغ عدد المصابين منهم بمرض الإيدز مليون شخص أي ما نسبته 4.1% من الإجمالي السكاني. وتبلغ نسبة الأشخاص القادرين على تلقي مضادات الفيروسات القهقرية ب 12% فقط أي ما يقارب 50000 من جملة 430000. وتبلغ نسبة النساء اللاتي تحملن الفيروس والملقحات بمضادات الفيروسات القهقرية مايقارب 5% والنسبة الباقية منهم ليست كذلك، مما يعني إمكانية تحول الفيروس لأطفالهن. ويبلغ معدل تيتم الأطفال بسبب الإيدز ب 870.000 طفلا.
أعلنت وزراة الصحة أيضا عن أن عدد المصابين بداء البرداء يبلغ 4 ملايين شخصا متسببا في وفاة 13000 منهم، وتعد الملاريا إحدى أسباب الوفاة الرئيسية في البلاد. وأكد البرنامج الوطني لمكافحة الملاريا أن 80 % من المصابين لايذهبون للمستشفيات من أجل تلقي التلاقيح وبالتالي لا يتم احتسابهم في الإحصاءات الرسمية.
وذُكر في تقرير لصندوق الأمم المتحدة للسكان بيانات وسياسات جديدة بخصوص تسيير عمل القبالات بخصوص وفاة الأطفال حديثي الولادة والأمهات في 58 بلدا. وبخصوص الكونغو الديمقراطية فقد ذكر أن معدل وفيات الأمهات لعام 2010 لكل 100.000 هو 670 امرأة مقارنة ب 533.6 في عام 2008 و550 في عام 1990.
التزمت الكونغو الديمقراطية على إثر إعلان باريس بشأن فعالية المعونة بتطوير الوضع الصحي في عدة مجالات ومن بين هذه الإنجازات:
- القدرة على توفير ل300.000 شخص مؤسسات صحية ذات فاعلية، وبالتالي تمتع 3 سكان من 4 على هذه الخدمات.
- الترفيع في عدد الأطباء المحترفين الذين يواكبون عمليات الولادة، حيث بلغت نسبتهم من 41 % في كل مقاطعة إلى 68 %.

تتعرض النساء في الكونغو الديمقراطية إلى الاغتصاب، حيث اُغتصبت 200.000 امرأة بين 1996 و2008، وأكثر من 8000 أخريات في المقاطعات الشرقية في شمال كيفو وجنوبها عام 2009 فقط.

## روابط خارجية
- الكونغو الديمقراطية- منظمة الصحة العالمية.